# 2-戊炔
2-戊炔，是一种非链端炔烃。它的同分异构体为1-戊炔。

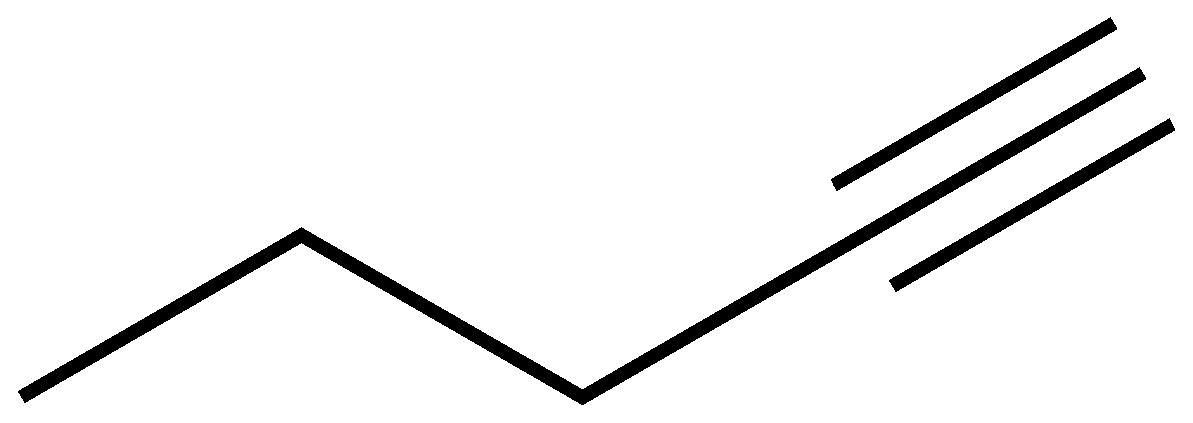
1-戊炔